# Cyperse kat

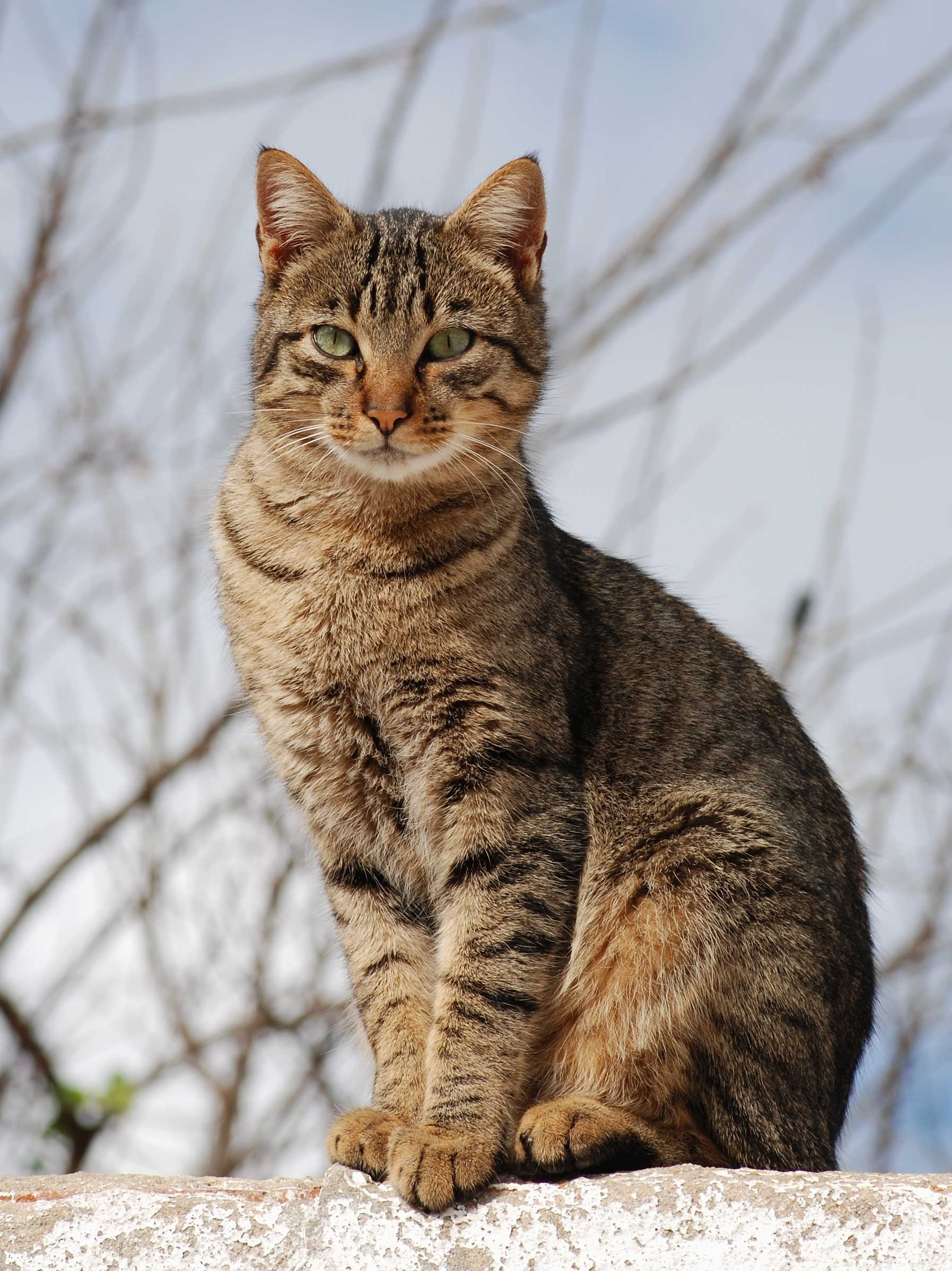
Cyperse kat met een zwart makreelpatroon

Een cyperse kat (ook cyper of, naar het Engels tabby) is een kat met een bepaalde tekening in de vacht, waarin strepen of lijnen, stippen of verbogen patronen voorkomen. 
In de volksmond worden cyperse katten ook wel 'streepjeskatten' of 'tijgertjes' genoemd. Het cyperpatroon komt voor als kleurvariant in de meeste kattenrassen. De cyper is dus geen op zichzelf staand ras, maar een vachtpatroon. 
Vanwege de genetica van de kattenvacht hebben katten óf een cyperpatroon in de vacht, óf een egale uniforme kleuring, die effen wordt genoemd. De effen en cypervachten kunnen ook in combinatie met wit als vlekken voorkomen, of in een colourpoint-aftekening. 

## Etymologie
De Nederlandse benaming 'cypers' betekent 'van Cyprus' en verwijst mogelijk naar de moiré-textielhandel, die vanuit het Midden-Oosten over dit eiland met Europa plaatsvond. Ook de Engelse term voor de cyper, tabby, stamt hier vandaan. Tabby is afgeleid van al-Attābiyya (Arabisch:  عتابية ), een wijk in Bagdad waar moiré werd geproduceerd in de zestiende eeuw. Moiré is een luxe Arabische stof van gestreepte ('gewaterde') zijde en wordt ook wel 'taffeta' of 'tabijn' genoemd.

## Definitie
Cyperse katten hebben tekening van strepen, lijnen, stippen of verbogen patronen in de vacht. Alle cyperse katten hebben een (duidelijke) letter M op hun voorhoofd getekend en vaak lopen er fijnere lijnen over de wangen. Ook is een aalstreep kenmerkend voor cyperse katten, die loopt vanaf de kop over de ruggenwervel naar de staart. Meestal hebben de vier poten kleine streepjes of vlekjes. De staarten zijn over het algemeen gevormd door banden of dunne ringen in de hoofdkleuren afgewisseld met de grondkleur. Het topje van de staart heeft bij complete cyperaftekeningen altijd de hoofdkleur. In gespikkelde cyperkatten zijn deze kenmerkende basis cyperstrepen niet altijd even duidelijk aanwezig. Naast dit basispatroon bepaalt het patroon op de flanken (zijkanten) welk cyperpatroon de vacht heeft.

## Patronen
Er zijn verschillende cyperpatronen te onderscheiden. De vier erkende patronen zijn:

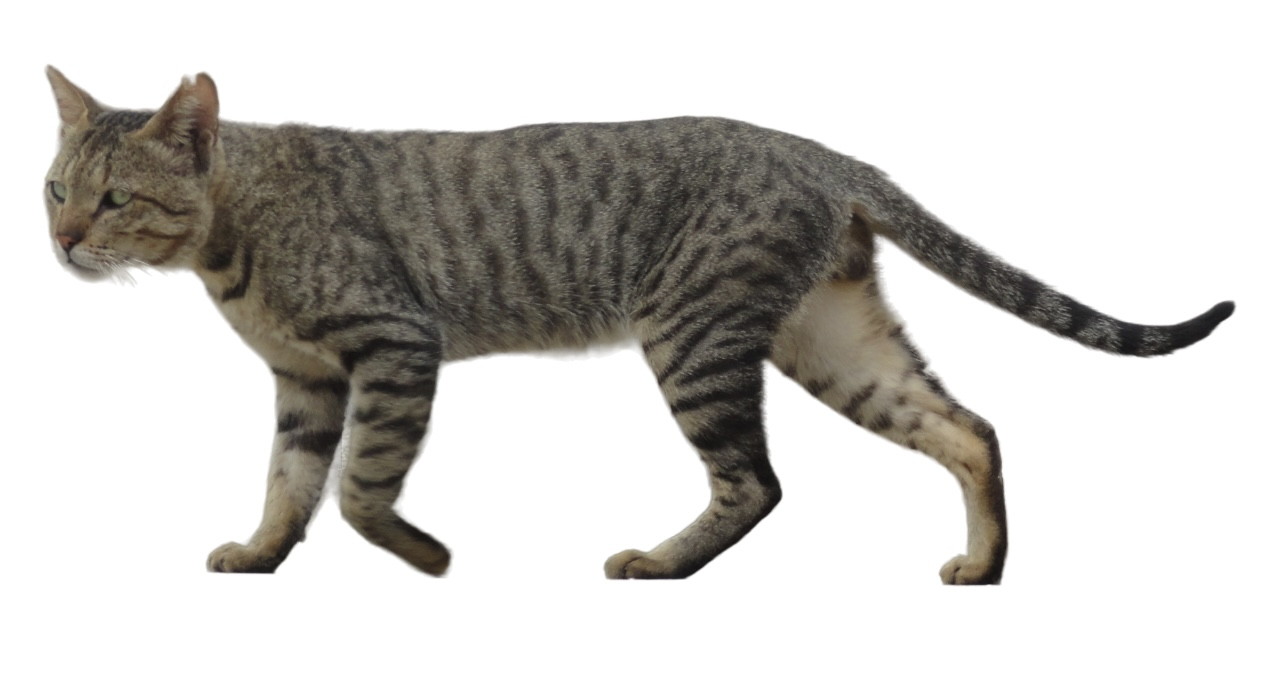
Makreel
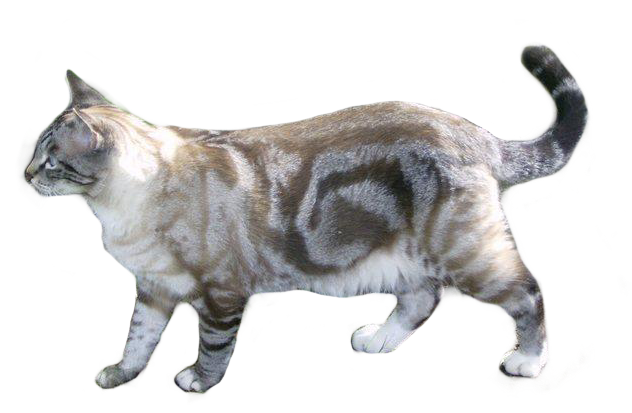
Klassiek
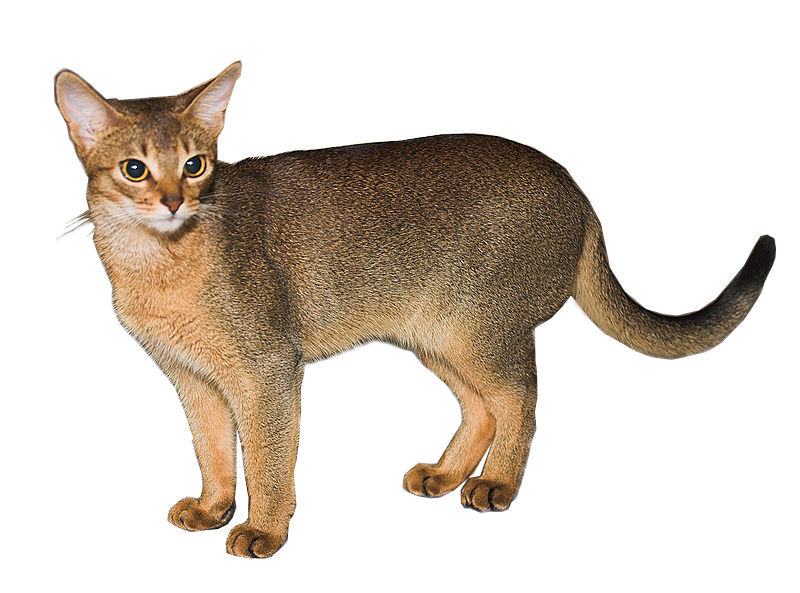
Gespikkeld
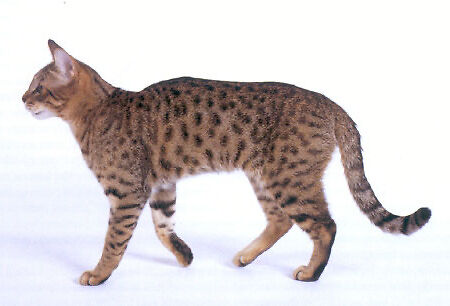
Gevlekt

Makreel, gestreept (Engels: mackerel):
Deze kat heeft smalle, soms licht gebogen verticale strepen, die soms worden onderbroken en stippen vormen. Dit patroon komt vaak voor bij de Europees korthaar en Europese huiskatten.
Klassiek, gemarmerd (Engels: classic of blotched):
Deze kat heeft bredere strepen, die rond een middelpunt op de flank van de kat draaien. Ze hebben een kenmerkend lichtgekleurd "vlinder"-patroon op de schouders en drie dunne aalstrepen (de middelste streep is de donkerste) die over de ruggengraat lopen. Dit patroon komt vaak voor bij de Amerikaans en Brits korthaar.
Gespikkeld (Engels: ticked) of agoeti:
De individuele haren hebben verschillende kleurenbanden, waardoor een gedetailleerd patroon ontstaat (vergelijk agouti rat). Agoetiharen komen ook voor in de achtergrondkleur van de andere cyperpatronen. Er zijn ook gespikkelde rassen, waarbij is gefokt op zo min mogelijk basisstrepen. Hierdoor blijft bijvoorbeeld in een Abessijn alleen een vage M op het voorhoofd en wat onduidelijke strepen op de wangen over.
Gevlekt (Engels: spotted):
De kat met dit patroon heeft geen strepen of lijnen op de flanken, maar onregelmatige vlekken of stippen. Op de poten, kop en staart zijn wel de basisstrepen van de cyper aanwezig, soms met kleine vlekjes tussendoor. Dit patroon komt bijvoorbeeld voor bij de ocicat.

### Niet-erkende patronen
Naast deze vier erkende patronen bestaan er ook nog andere cyperpatronen in de vacht van katten die niet worden erkend binnen kattenstamboekregisters. Uit kruisingen van wilde katachtigen met de gedomesticeerde huiskat (Felis catus) zijn hybride kattenrassen ontstaan met een nieuwe variant van de gevlekte cyper; een cyper-aftekening bestaande uit rozetten, vergelijkbaar met een luipaard. Voorbeelden hiervan zijn te vinden in de bengaal en savannah. In de bengaal wordt ook een marmer (Engels: marble) patroon gevonden, een variant van het klassieke cyperpatroon. Daarnaast zijn er ook zwerfkatten waargenomen in gebieden waar wilde katachtigen leven, die ergens in de bloedlijnen zijn gekruist met deze wilde soorten. Hierdoor zijn patronen ontstaan over het gespikkelde patroon, die lijken op sproeten (Engels: freckled).
De vier erkende patronen (en de niet-erkende varianten) kunnen ook tegelijk voorkomen in de vacht, wanneer twee verschillende cypergenen tegelijk werken op de vacht. Hierdoor kan een 'gebroken' patroon ontstaan.

## Kleurvariëteiten

### Kleuren
Het cyperpatroon komt voor in verschillende hoofdkleuren;
- zwart (zwart-bruin, donkergrijs, wildkleur, Engels: black),
- blauw (grijs, Engels: blue),
- chocolade (chocoladebruin, bruin, kastanjebruin, Engels: chocolate),
- lila ('lavendel', Engels: lilac),
- kaneel (Engels: cinnamon),
- zandkleur (beige, Engels: fawn),
- rood (oranje, Engels: red) en
- crème (Engels: cream).

Alle rood- en crème-kleurige katten zijn per definitie cyperse katten, omdat deze kleuren niet als effen variëteit bestaan. In de Noorse boskat komen ook de kleuren amber en lichtamber voor. Deze hoofdkleuren vormen het donkerdere cyperpatroon, dat afgetekend is over een lichtere grondkleur. 

### Zilver en goud
Daarbij kan de grondkleur ook door een zilver- of goud-gen worden beïnvloed tot zilverwit of lichtgoud. Bij deze zilveren en gouden vachten zijn alleen de haarpunten gekleurd in de hoofdkleuren, waarbij de wortels 'ontkleurd' zijn tot zilverwit of lichtgoud. Bij Siberische katten is een ander gen verantwoordelijk voor de gouden grondkleur, deze kleur wordt sunshine genoemd. In dat ras kan ook zilver en goud gecombineerd in de vacht voorkomen, dit heet zilver sunshine of bimetallic. De benaming van de cyperkleur wordt bij zilveren en gouden vachten gevormd door de hoofdkleur voor de genkleur te zetten (bv. zwart-zilver cyper).

### Cypers schildpad en lapjes
De vachtkleuren met of zonder cyperpatroon kunnen ook gecombineerd voorkomen, zoals bij de schildpadkat en lapjeskat (schildpad met wit). Bijvoorbeeld een zwarte cypers schildpad is opgebouwd uit zwarte en rode cyperdelen. Bij schildpad katten is het altijd zo dat rood of crème cyper wordt gecombineerd met een van de andere kleuren. Een kat is alleen een schildpad cyper als de andere kleur ook een cyperpatroon heeft, aangezien rood en crème altijd een cyperpatroon hebben.

### Meerkleurig
Cyperpatronen komen niet voor in de kleur effen-wit, maar cyperse katten kunnen wel delen van effen-witte vacht in de vacht hebben; een wit befje hebben (medallion), witte sokken (tenen of poten), of zelfs grotendeels wit (twee- of driekleurige 'bonte' katten).

### Effen
Katten met egaal gekleurde vachten zijn geen cyperse katten, deze vacht wordt 'effen' genoemd. Soms worden effengekleurde katten geboren met een waasachtig cyper-spookpatroon (Engels: ghost tabby), dat meestal binnen het eerste levensjaar wegtrekt. Ook kunnen effen katten met het zilver-gen, rookkleur (Engels: smoke) genoemd, een wazig cyperpatroon over de vacht heen hebben.

### Cypers colourpoint
Vaak hebben colourpoint-kittens met een effen-aftekening als volwassen zijnde ook lichte cyper-aftekeningen in het gezicht, dat tijdens de eerste maanden effen wordt. Doordat het colourpoint-gen warmtegevoelig is, worden deze katten (bijna) effen-wit geboren. De point-aftekening wordt donkerder op de koudere delen van het lichaam, de extremiteiten (snuit, poten, staart, oren), naarmate de kat groeit. Hierdoor kan het uiteindelijke cyperpatroon van een colourpoint-kat soms wel enkele jaren op zich laten wachten. Een cypers colourpoint patroon wordt ook wel lynx point genoemd.

## Voorbeelden

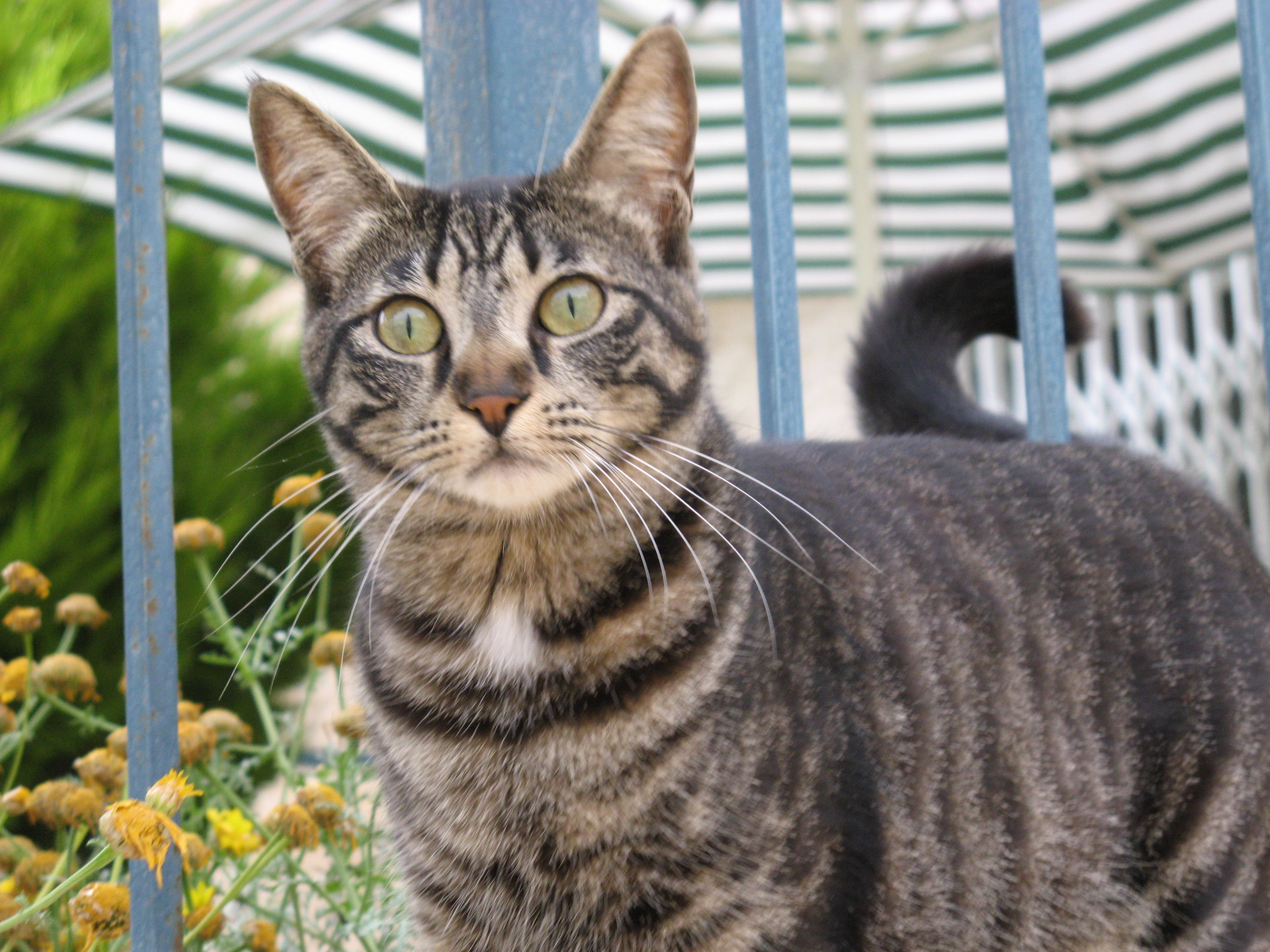
Zwarte makreel cyperse kat met een wit befje
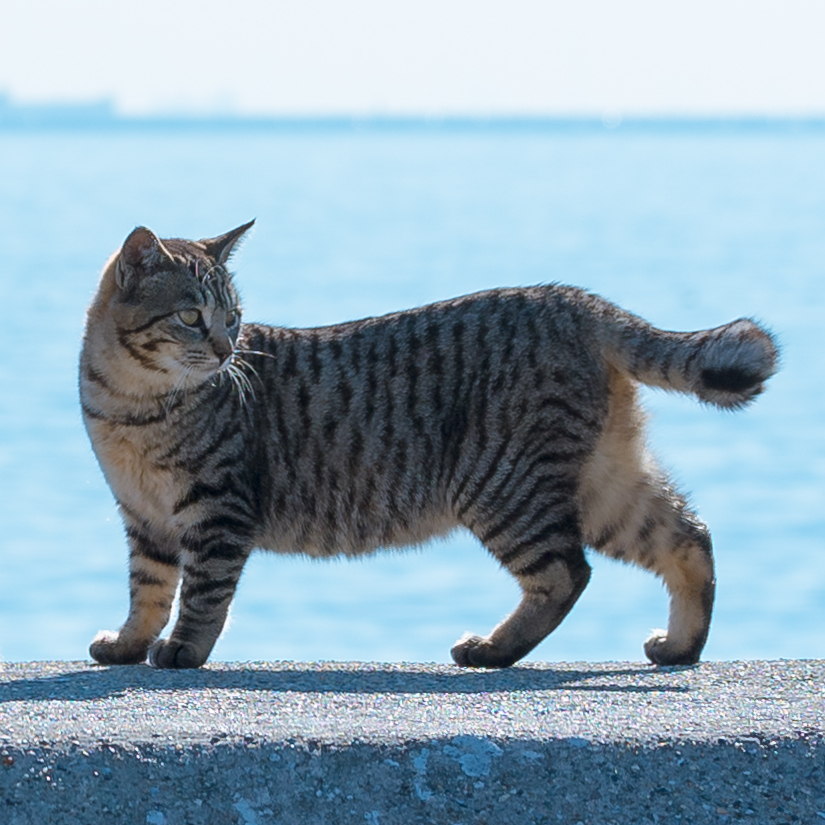
Zwarte makreel cyper
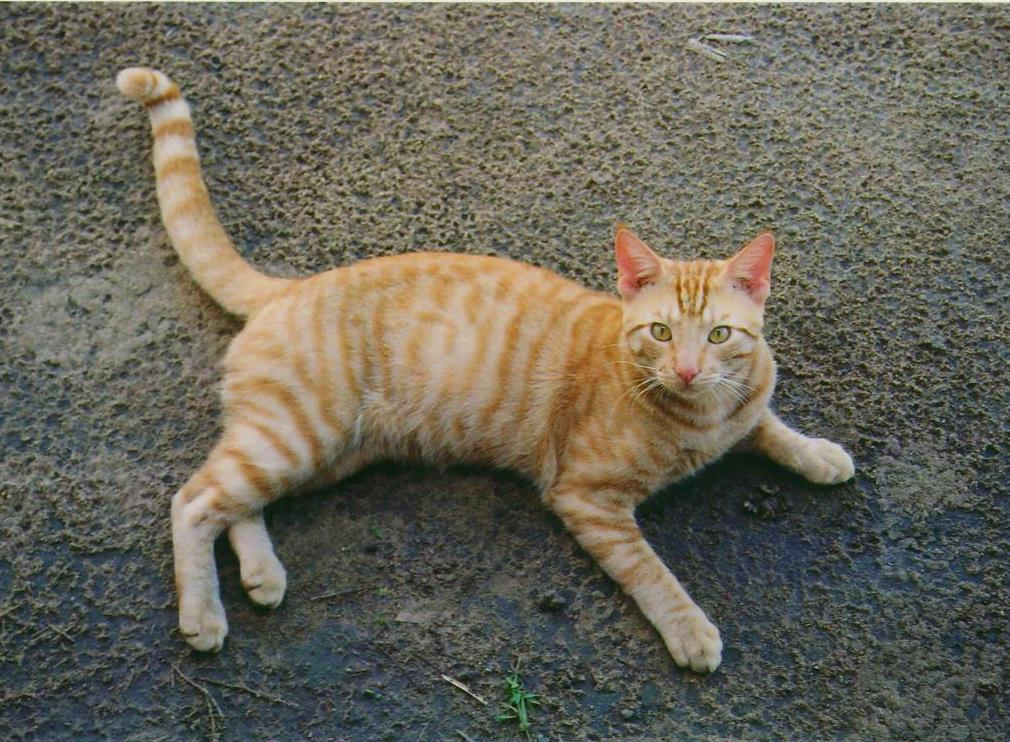
Rode makreel cyper, waarbij enkele strepen op de romp 'gebroken' zijn
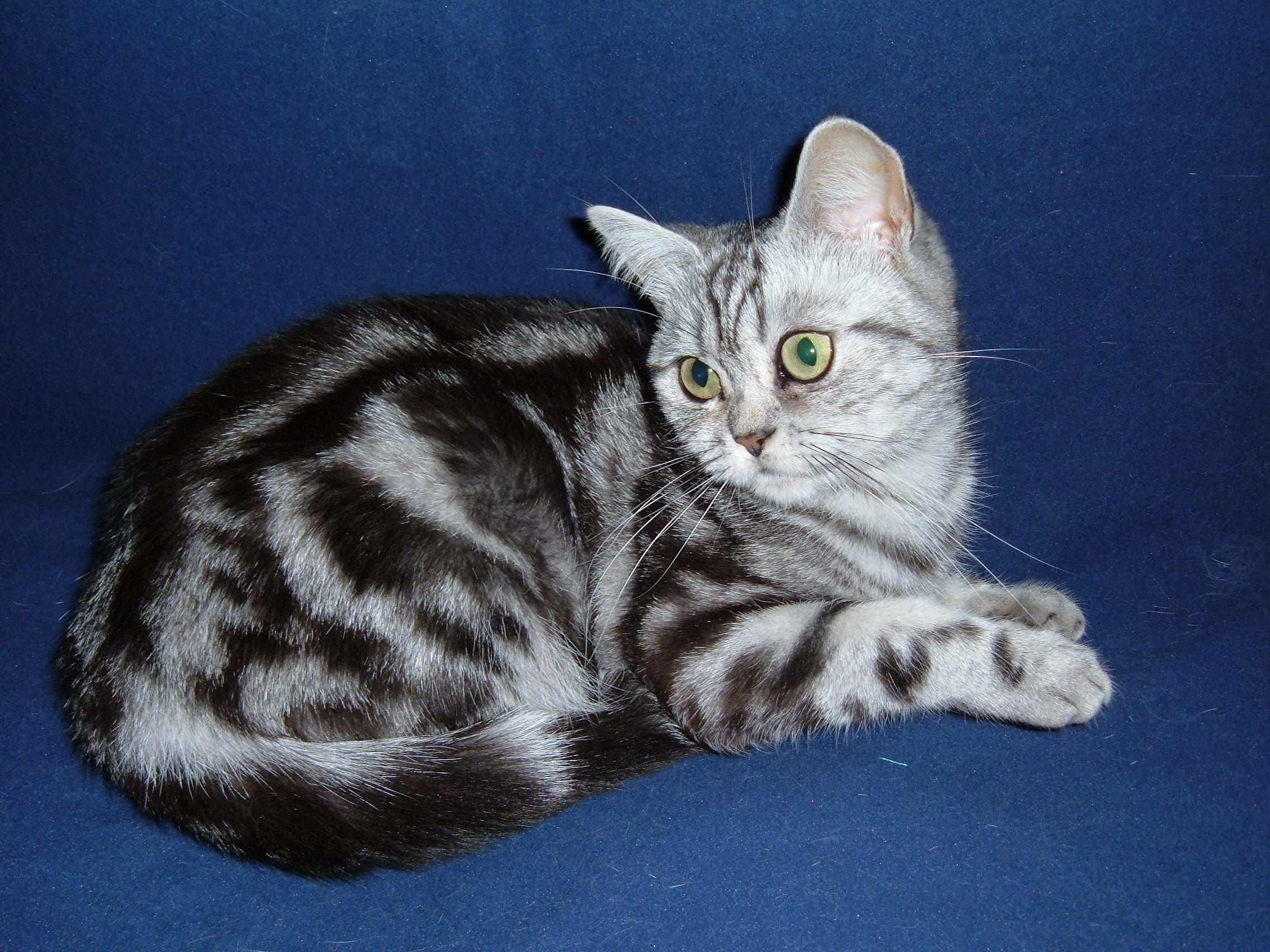
Zwart-zilver klassieke cyper Brits korthaar
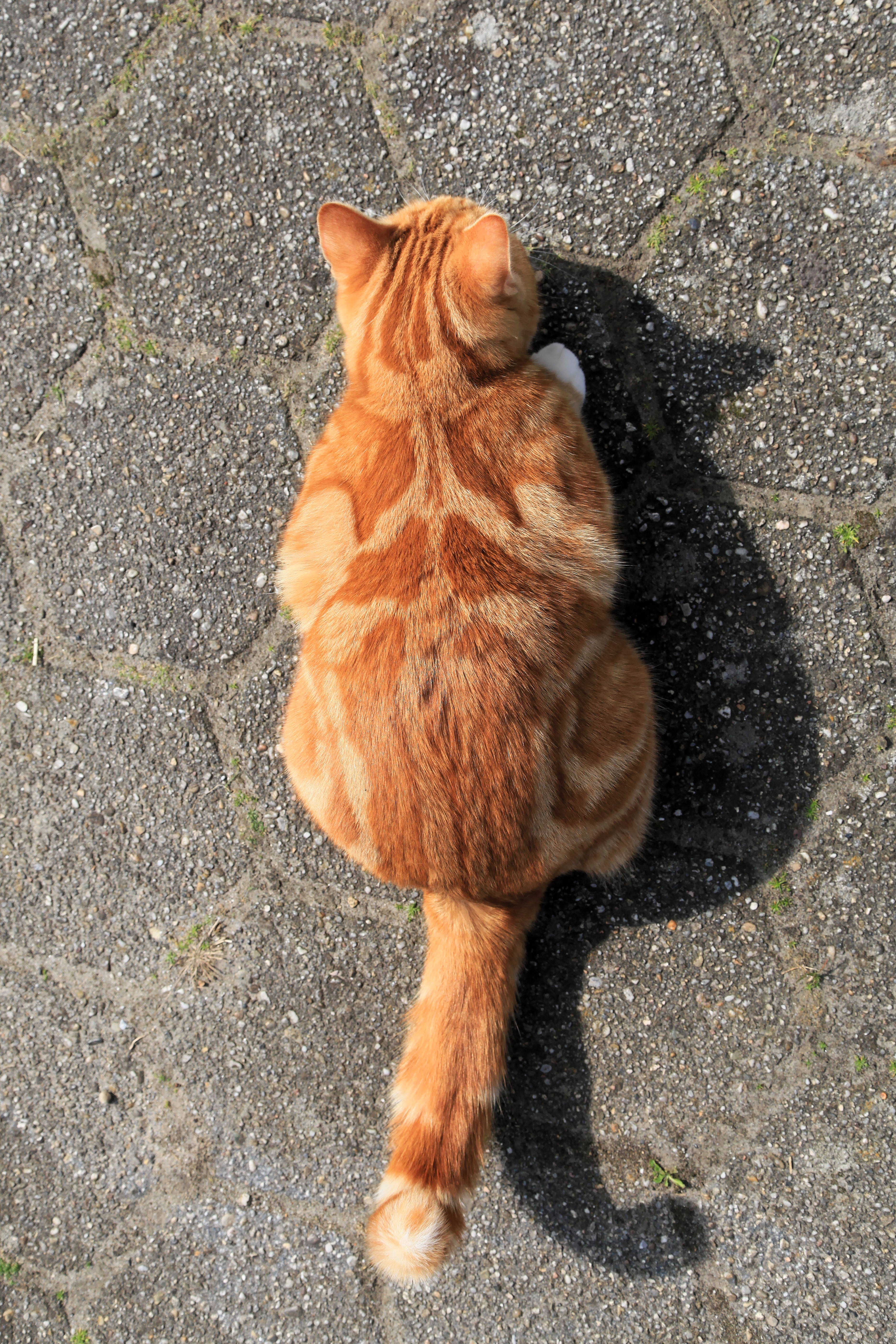
“Vlinder”-patroon in een rode klassieke cyperse poes
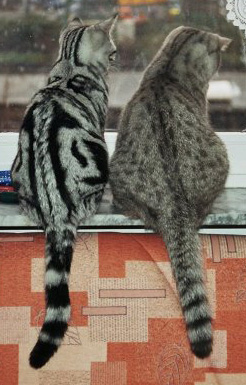
Zwart-zilver klassieke cyper (l) en zwart gevlekte cyper (r) Brits korthaar-katten
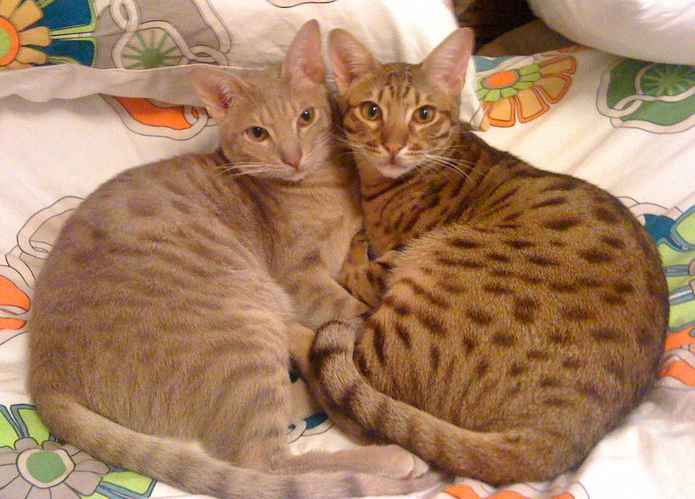
Lila (l) en chocolade (r) gevlekte cyper ocicatten
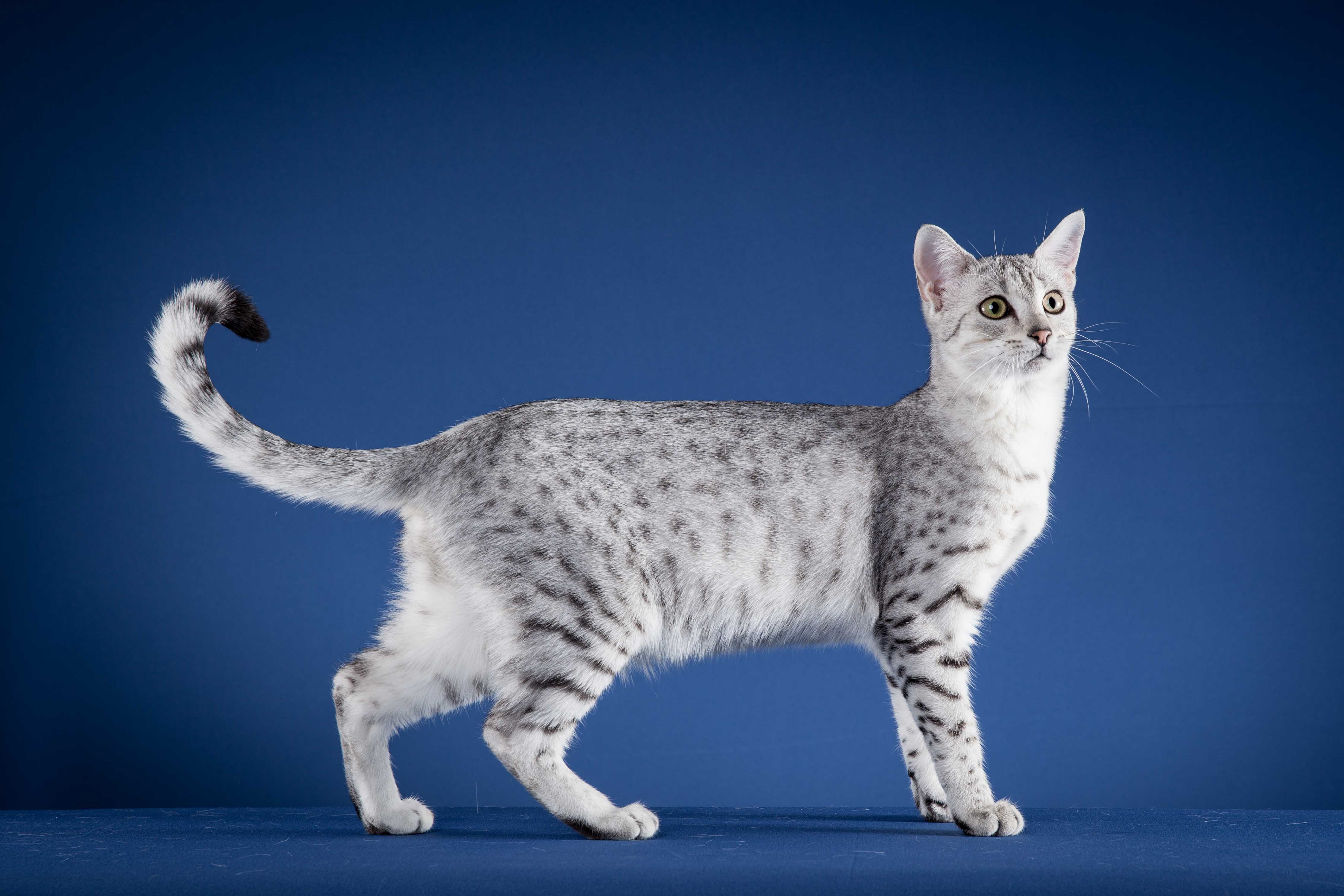
Zwart-zilver gevlekte cyper Egyptische mau
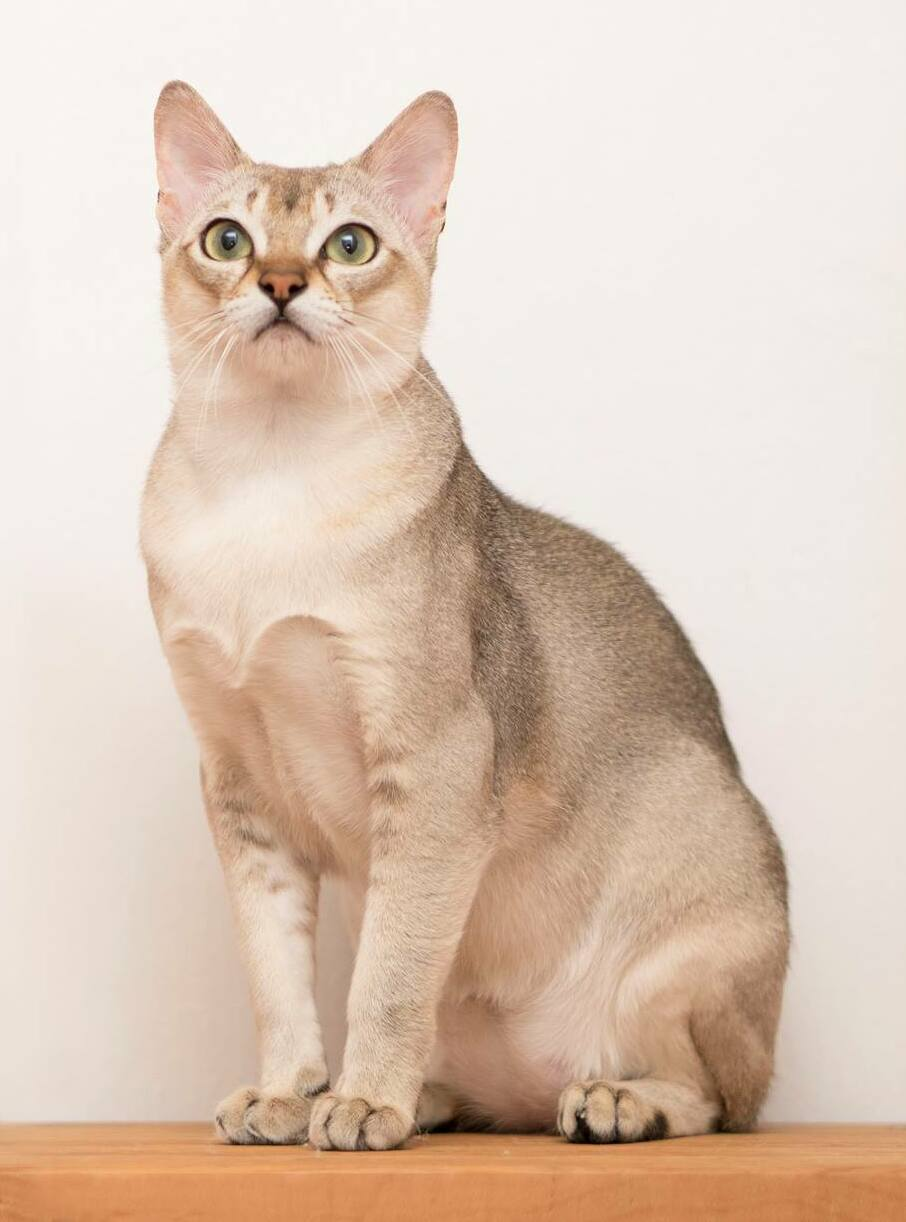
Zwarte gespikkelde cyper Singapura
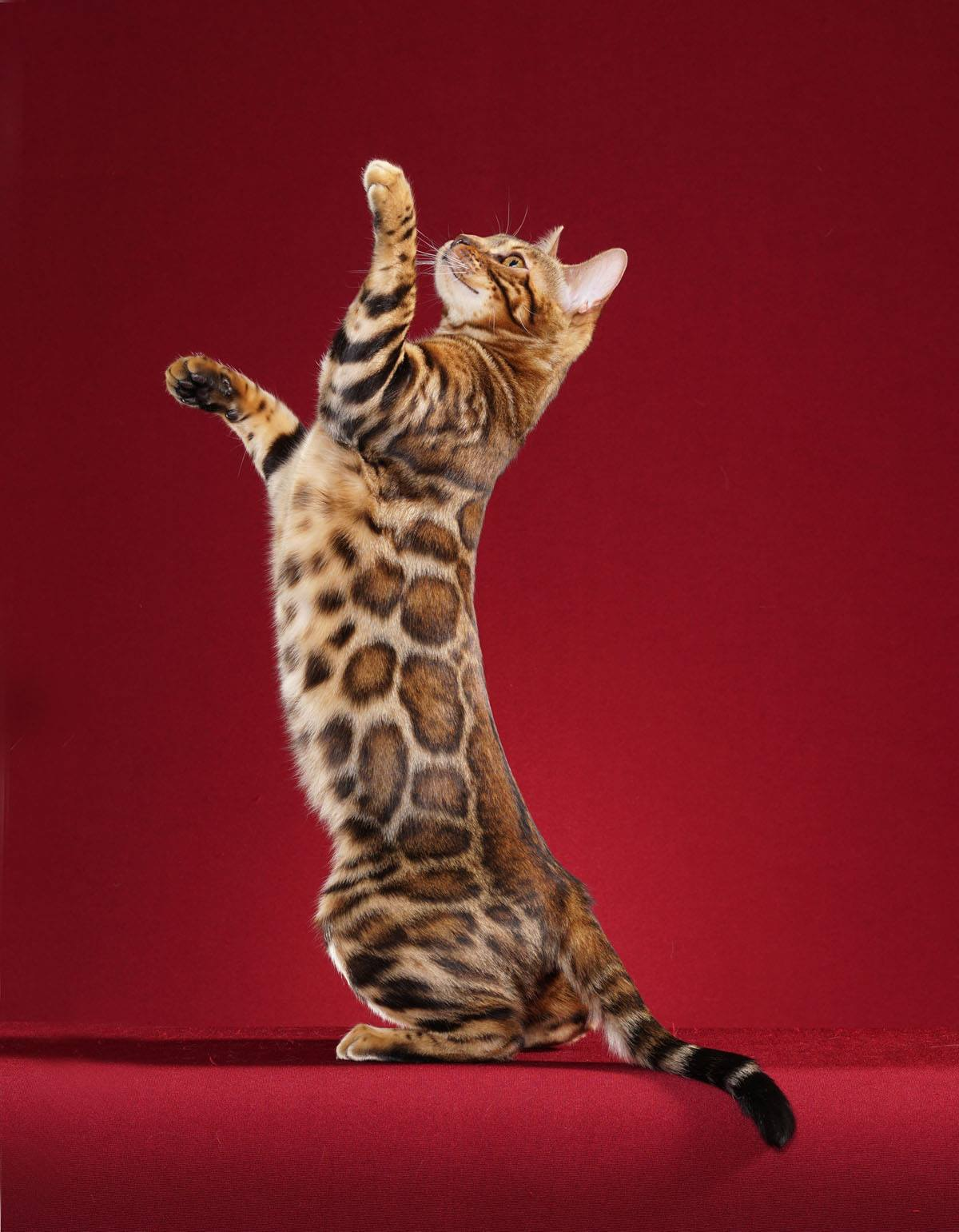
Bengaal met een zwarte cyper-aftekening bestaande uit rozetten
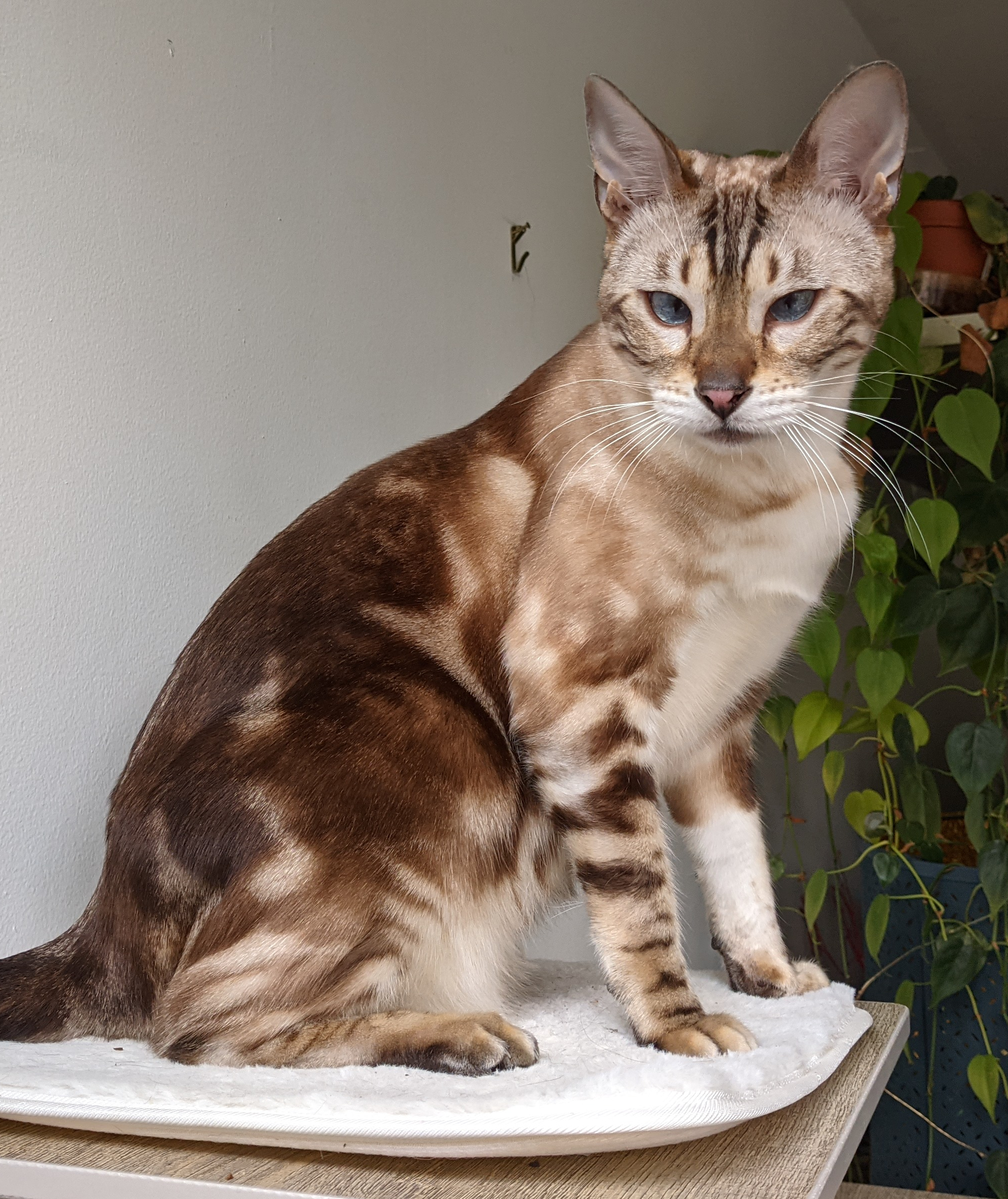
Zwarte marmer cypers colourpoint sneeuwbengaal
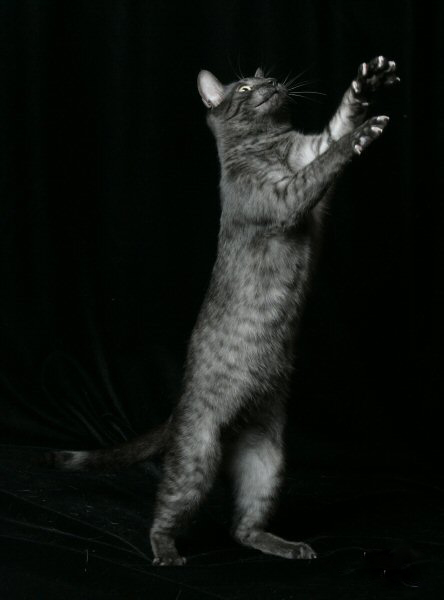
Wazig cyperpatroon over de vacht van een effen-zwarte smoke Egyptische mau
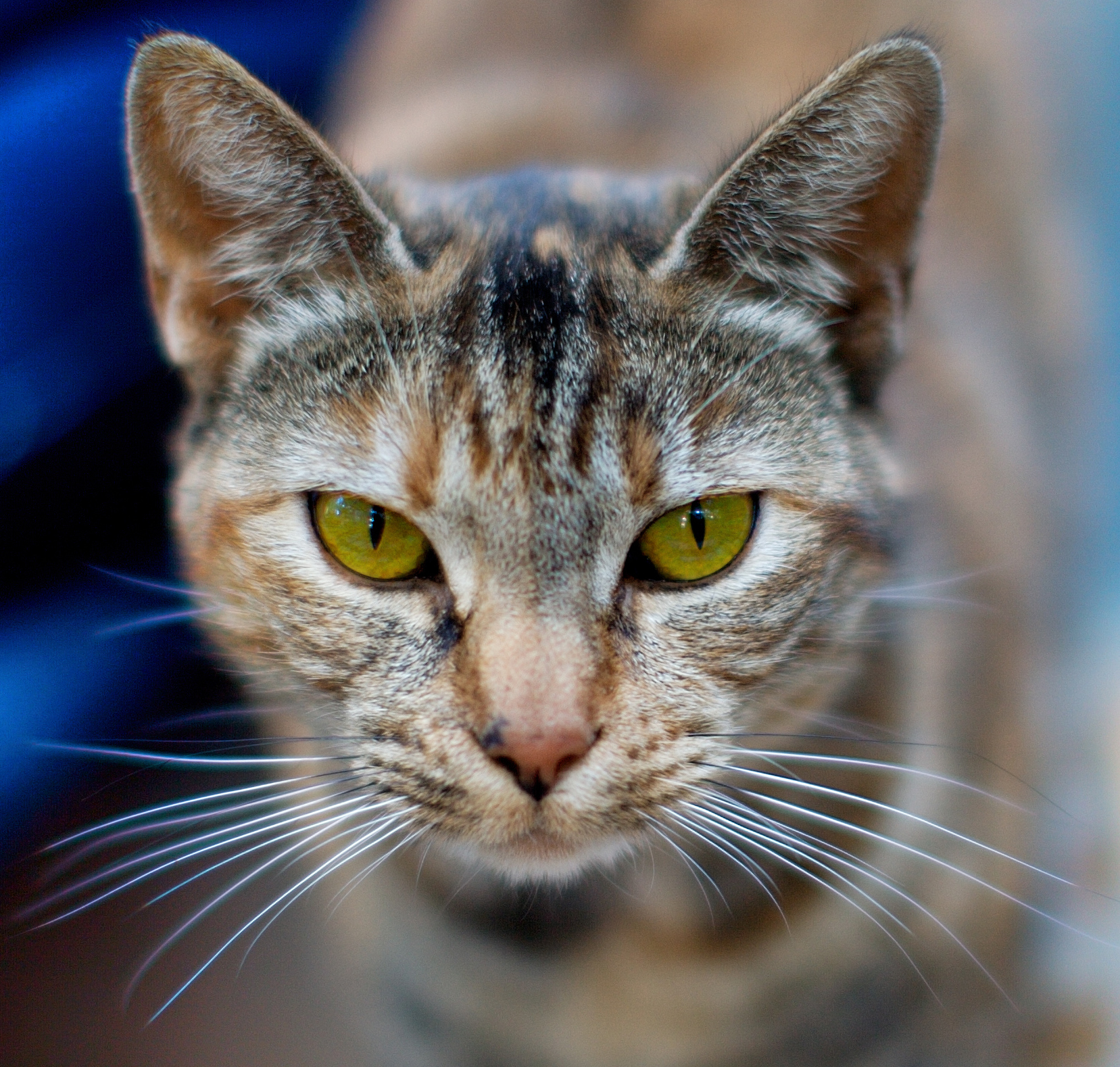
Zwarte cypers schildpadkat